# Korps Inlichtingen & Veiligheid 'Prinses Alexia'
Het Korps Inlichtingen & Veiligheid 'Prinses Alexia' is een korps binnen de Koninklijke Landmacht dat is gespecialiseerd in de vergaring en verwerking van inlichtingen. Het korps vormt samen met het Korps Communicatie en Engagement Prinses Ariane het Wapen van de Informatiemanoeuvre en werd opgericht op 20 november 2020.

## Oprichting
In het contemporaine gevechtsveld neemt het belang van (digitale) inlichtingen rap toe. Om deze ontwikkelingen het hoofd te bieden is derhalve besloten tot de oprichting van het Korps Inlichtingen & Veiligheid, dat de krachten van het landmachtpersoneel dat is gespecialiseerd in de vergaring en verwerking van inlichtingen bundelt. De oprichting van het korps en het bijbehorende traditiebestel verschaffen het inlichtingenpersoneel een herkenbare, eendrachtige identiteit. Tevens bestendigt de koninklijke naamgeving van het korps de band tussen de landmacht en het koningshuis. 
De oprichting van het korps is geëffectueerd per 20 november 2020 bij koninklijk besluit.

## Geschiedenis
De eerste geformaliseerde inlichtingeneenheid gaat terug tot 1914 met de oprichting van de Generale Staf Sectie III (GS III). In feite is deze eenheid de voorloper van alle moderne Nederlandse inlichtingenorganisaties. De geschiedenis van het Korps Inlichtingen en Veiligheid gaat in ieder geval terug tot 1954, naar de oprichting van 101 Militaire Inlichtingen Dienst Compagnie (101 MIDcie). Deze eenheid is de directe voorloper waarvan het Korps nu de traditie voortzet.

## Embleem
Het Korps Inlichtingen en Veiligheid voert een goudkleurig embleem met een brandende toorts en een naar boven wijzende pijl. De toorts is een internationaal gebruikt symbool bij inlichtingendiensten. In Nederland werd het in 1914 voor het eerst gebruikt bij de Generale Staf ‘Afdeling III’ (inlichtingen). De pijl symboliseert concentratie, snelheid, verdediging en doelgerichtheid. Het embleem heeft een bosgroene ('jagersgroen') achtergrond die verwijst naar veiligheid en naar de verbondenheid met de lichte infanterie (Jagers) uit de 16e, 17e en 18e eeuw, die in hun groene uniformen onopgemerkt informatie over de vijand verzamelde. De grijze bies staat symbool voor het onopvallend opereren, en is ook de wapenkleur van het Wapen van de Informatiemanoeuvre.

## Eenheden
Het korps bestaat uit personeel van de volgende eenheden:
- Sectie Inlichtingen & Veiligheid van Staf CLAS/Directie Operaties
- Joint ISTAR Commando (JISTARC)
- Intelligence & Security Academy (ISA)
- Dienst Geografie (DGeo)
- Overig landmachtpersoneel dat werkzaam is binnen de inlichtingen- en veiligheidsketen